# Bacerac
Bacerac – miasto w północno-wschodniej części meksykańskiego stanu Sonora, siedziba władz gminy Bacerac. Miasto jest położone w głębokiej dolinie na wysokości 1027 m n.p.m., w górach Sierra Madre Zachodnia. Z Bacerac leży około 100 km do granicy z Arizoną oraz około 300 km na północny wschód od stolicy stanu Hermosillo. W 2010 roku ludność miasteczka liczyła 1467 mieszkańców. Miasteczko założył prawnik i hiszpański jezuita Cristobal Garcia w 1645 roku.